# Diócesis de São Raimundo Nonato
La diócesis de São Raimundo Nonato (en latín: Dioecesis Raymundiana y en portugués: Diocese de São Raimundo Nonato) es una circunscripción eclesiástica de la Iglesia católica en Brasil. Se trata de una diócesis latina, sufragánea de la arquidiócesis de Teresina. Desde el 2 de marzo de 2016 su obispo es Eduardo Zielski.

## Territorio y organización
La diócesis tiene 39 528 km² y extiende su jurisdicción sobre los fieles católicos de rito latino residentes en 25 municipios del estado de Piauí: São Raimundo Nonato, Anísio de Abreu, Bonfim do Piauí, Brejo do Piauí, Campo Alegre do Fidalgo, Canto do Buriti, Capitão Gervásio Oliveira, Caracol, Coronel José Dias, Dirceu Arcoverde, Dom Inocêncio, Fartura do Piauí, Guaribas, João Costa, Jurema, Lagoa do Barro do Piauí, Nova Santa Rita, Pajeú do Piauí, Pedro Laurentino, Ribeira do Piauí, São Braz do Piauí, São João do Piauí, São Lourenço do Piauí, Tamboril do Piauí y Várzea Branca.
La sede de la diócesis se encuentra en la ciudad de São Raimundo Nonato, en donde se halla la Catedral de San Raimundo.
En 2020 en la diócesis existían 30 parroquias.

## Historia
La prelatura territorial de São Raimundo Nonato fue erigida el 17 de diciembre de 1960 con la bula Cum venerabilis del papa Juan XXIII, obteniendo su territorio de la prelatura territorial de Bom Jesus do Piauí (hoy diócesis de Bom Jesus do Gurguéia).
El 3 de octubre de 1981 la prelatura territorial fue elevada a diócesis con la bula Institutionis propositum del papa Juan Pablo II.
El 27 de febrero de 2008 cedió los municipios de Paes Landim y Socorro do Piauí a la diócesis de Oeiras mediante la bula Brasiliensium fidelium del papa Benedicto XVI.

## Estadísticas
Según el Anuario Pontificio 2021 la diócesis tenía a fines de 2020 un total de 192 200 fieles bautizados.
| Año                                                                             | Población            | Población | Población      | Sacerdotes | Sacerdotes    | Sacerdotes    | Bautizados por sacerdote | Diáconos permanentes | Religiosos | Religiosos | Parroquias |
| Año                                                                             | Bautizados católicos | Total     | % de católicos | Total      | Clero secular | Clero regular | Bautizados por sacerdote | Diáconos permanentes | Varones    | Mujeres    | Parroquias |
| ------------------------------------------------------------------------------- | -------------------- | --------- | -------------- | ---------- | ------------- | ------------- | ------------------------ | -------------------- | ---------- | ---------- | ---------- |
| 1966                                                                            | 85 000               | 89 000    | 95.5           | 10         | 5             | 5             | 8500                     |                      | 5          | 7          | 4          |
| 1970                                                                            | 128 000              | 130 000   | 98.5           | 8          | 3             | 5             | 16 000                   |                      | 5          | 7          | 4          |
| 1976                                                                            | 147 887              | 151 000   | 97.9           | 8          | 3             | 5             | 18 485                   |                      | 6          | 8          | 5          |
| 1980                                                                            | 146 000              | 153 000   | 95.4           | 13         | 9             | 4             | 11 230                   |                      | 5          | 9          | 6          |
| 1990                                                                            | 190 000              | 195 000   | 97.4           | 15         | 11            | 4             | 12 666                   |                      | 5          | 18         | 8          |
| 1999                                                                            | 185 000              | 186 000   | 99.5           | 13         | 10            | 3             | 14 230                   |                      | 3          | 18         | 8          |
| 2000                                                                            | 185 000              | 187 000   | 98.9           | 14         | 10            | 4             | 13 214                   |                      | 4          | 19         | 8          |
| 2001                                                                            | 170 000              | 175 169   | 97.0           | 19         | 16            | 3             | 8947                     |                      | 3          | 19         | 8          |
| 2002                                                                            | 171 000              | 176 000   | 97.2           | 17         | 13            | 4             | 10 058                   |                      | 4          | 18         | 8          |
| 2003                                                                            | 156 219              | 173 576   | 90.0           | 15         | 11            | 4             | 10 414                   |                      | 4          | 19         | 9          |
| 2004                                                                            | 156 219              | 176 576   | 88.5           | 17         | 14            | 3             | 9189                     |                      | 3          | 22         | 12         |
| 2010                                                                            | 174 000              | 193 000   | 90.2           | 23         | 18            | 5             | 7565                     |                      | 5          | 37         | 16         |
| 2014                                                                            | 183 300              | 202 600   | 90.5           | 31         | 22            | 9             | 5912                     | 8                    | 9          | 35         | 28         |
| 2017                                                                            | 187 800              | 208 000   | 90.3           | 32         | 24            | 8             | 5868                     | 8                    | 9          | 24         | 29         |
| 2020                                                                            | 192 200              | 221 044   | 87.0           | 31         | 26            | 5             | 6200                     | 11                   | 5          | 16         | 30         |
| Fuente: Catholic-Hierarchy, que a su vez toma los datos del Anuario Pontificio. |                      |           |                |            |               |               |                          |                      |            |            |            |

## Episcopologio
- Amadeu González Ferreiros, O. de M. † (23 de diciembre de 1961-28 de diciembre de 1967 renunció)
- Cândido Lorenzo González, O. de M. † (5 de diciembre de 1969-17 de julio de 2002 retirado)
- Pedro Brito Guimarães (17 de julio de 2002-20 de octubre de 2010 nombrado arzobispo de Palmas)
- João Santos Cardoso (14 de diciembre de 2011-24 de junio de 2015 nombrado obispo de Bom Jesus da Lapa)[nota 1]
- Eduardo Zielski, desde el 2 de marzo de 2016